# Toyota FT-HS
Toyota FT-HS — гибридный спортивный концепт-кар компании Toyota. Впервые был показан на Детройтском автосалоне в 2007 году.
Автомобиль оснащён гибридной силовой установкой. Установка включает в себя двигатель внутреннего сгорания работающий в паре с электрогенератором, которая вырабатывает суммарную мощность 400 л.с (300 кВт). Дизайн кузова выполнен в виде треугольного профиля, увеличивающий аэродинамические характеристики. Объём двигателя 3,5 литра, время разгона до 100 км/ч — 4 с.
Toyota не планирует серийный выпуск FT-HS; он был разработан, чтобы показать каким будет автоспорт в будущем.